# Săliștea (Alba)
Săliștea (veraltet Cioara; deutsch Tschora , ungarisch Alsócsóra) ist eine rumänische Gemeinde im Kreis Alba in der Region Siebenbürgen.
Bis 1965 war Cioara (wörtlich Krähe) der offizielle rumänische Name des Ortes Săliștea.

## Geographische Lage

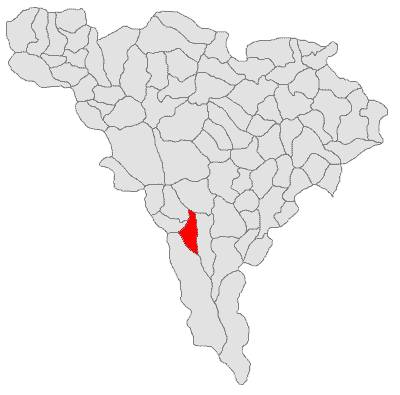
Lage der Gemeinde Săliștea im Kreis Alba

Die Gemeinde Săliștea liegt im Unterwald, im Südwesten des Siebenbürgischen Beckens. Am Fluss Cioara – einem linken Zufluss des Mureș (Mieresch) –, befindet sich der Ort Săliștea an der Kreisstraße (Drum județean) DJ 705E, 5 Kilometer südlich des Drum național 7, etwa 20 Kilometer südwestlich von Sebeș entfernt. Die Kreishauptstadt Alba Iulia liegt etwa 33 Kilometer nordöstlich von Săliștea, die Bahnstrecke Arad–Alba Iulia mit der Haltestelle des eingemeindeten Dorfes Tărtăria 5 Kilometer nördlich entfernt.

## Geschichte
Auf dem Gebiet des eingemeindeten Dorfes Tărtăria – von den Einheimischen Gura Luncii genannt – wurden nach Berichten von D. Berciu aus den Jahren 1943–1945, G. Téglás 1887, M. Roska, J. M. Ackner 1856, C. Gooss 1876 u. a., viele archäologische Funde gemacht, die in Verbindung mit der Jungsteinzeit, der frühen Bronzezeit und der Römerzeit gebracht werden. Auf dem Gebiet des gleichen Dorfes wurden die Tontafeln von Tărtăria mit Inschriften aus der Jungsteinzeit gefunden.
Der Ort Săliștea wurde erstmals, nach unterschiedlichen Angaben, 1310 oder 1458 unter der Bezeichnung Warywpathak und 1733 unter Csora erwähnt.

## Bevölkerung
Bei der offiziellen Erhebung von 1850 wurden auf dem Gebiet der heutigen Gemeinde 1784 Einwohner (1608 Rumänen, 139 Roma, 31 Ungarn und 6 Deutsche) registriert. Bis 1941 stieg die Bevölkerungszahl bis auf 3045 stetig an; gleichzeitig wurde die höchste Bevölkerungszahl der Rumänen (3041) registriert. Die höchste Anzahl der Ungarn (52) wurde 1900 und 1910, die der Deutschen (11) 1880 und die der Roma (139) 1850 ermittelt. Darüber hinaus bezeichneten sich 2002 drei Einwohner als Ukrainer.
2002 lebten in der Gemeinde 2374 Menschen (2365 Rumänen, fünf Roma, drei Ukrainer und ein Ungar).

## Sehenswürdigkeiten
- Die Holzkirche Sfinții Arhangheli Mihail și Gavriil, 1798 errichtet, steht unter Denkmalschutz.[11]
- Das Haus der Familie Barcsay (das Rathaus der heutigen Gemeinde), im 18. Jahrhundert errichtet,[12] steht unter Denkmalschutz.[11]
- Das Kloster Afteia, im 15. Jahrhundert errichtet.[13]

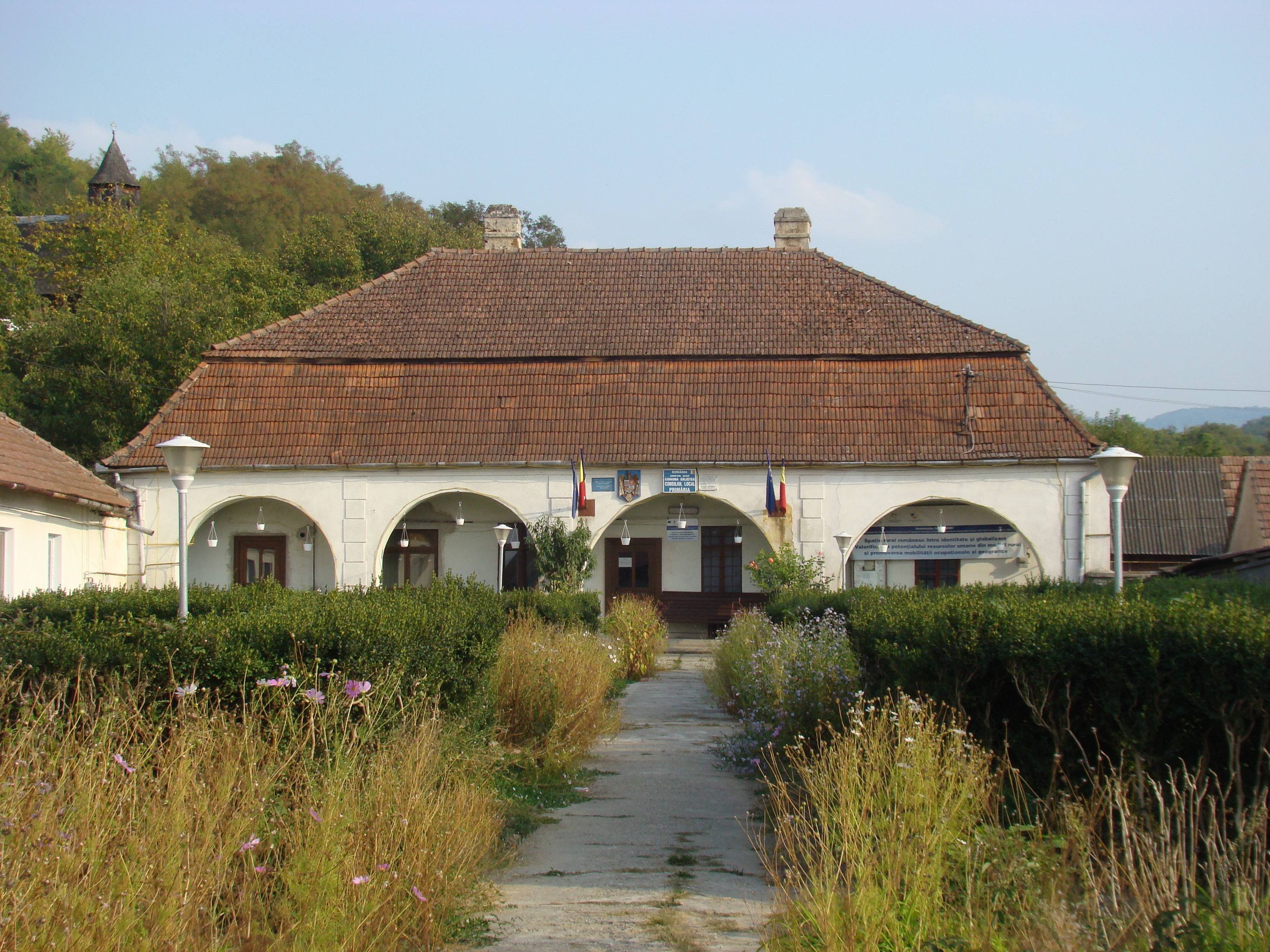
Rathaus der Gemeinde
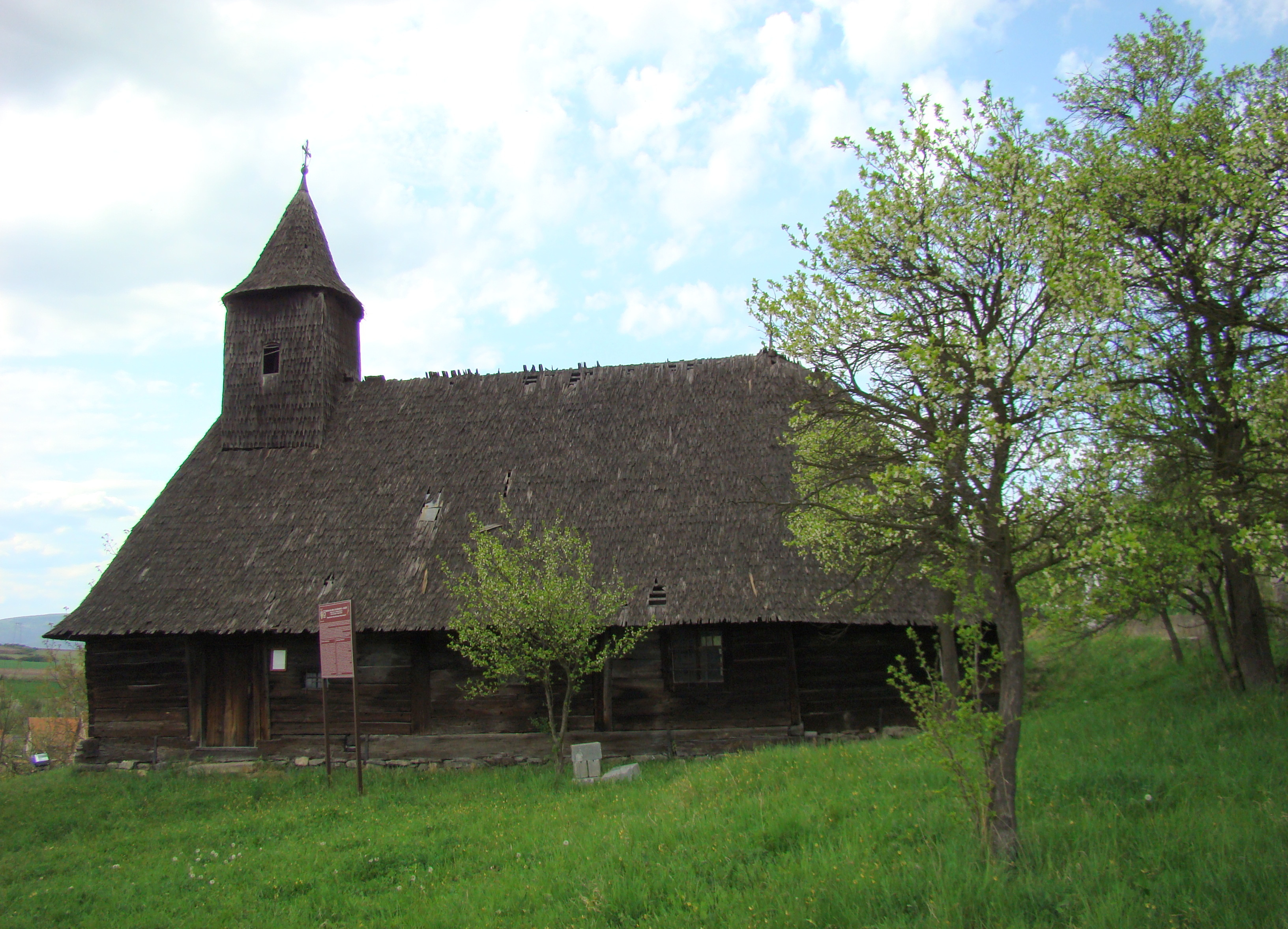
Kirche in Săliștea
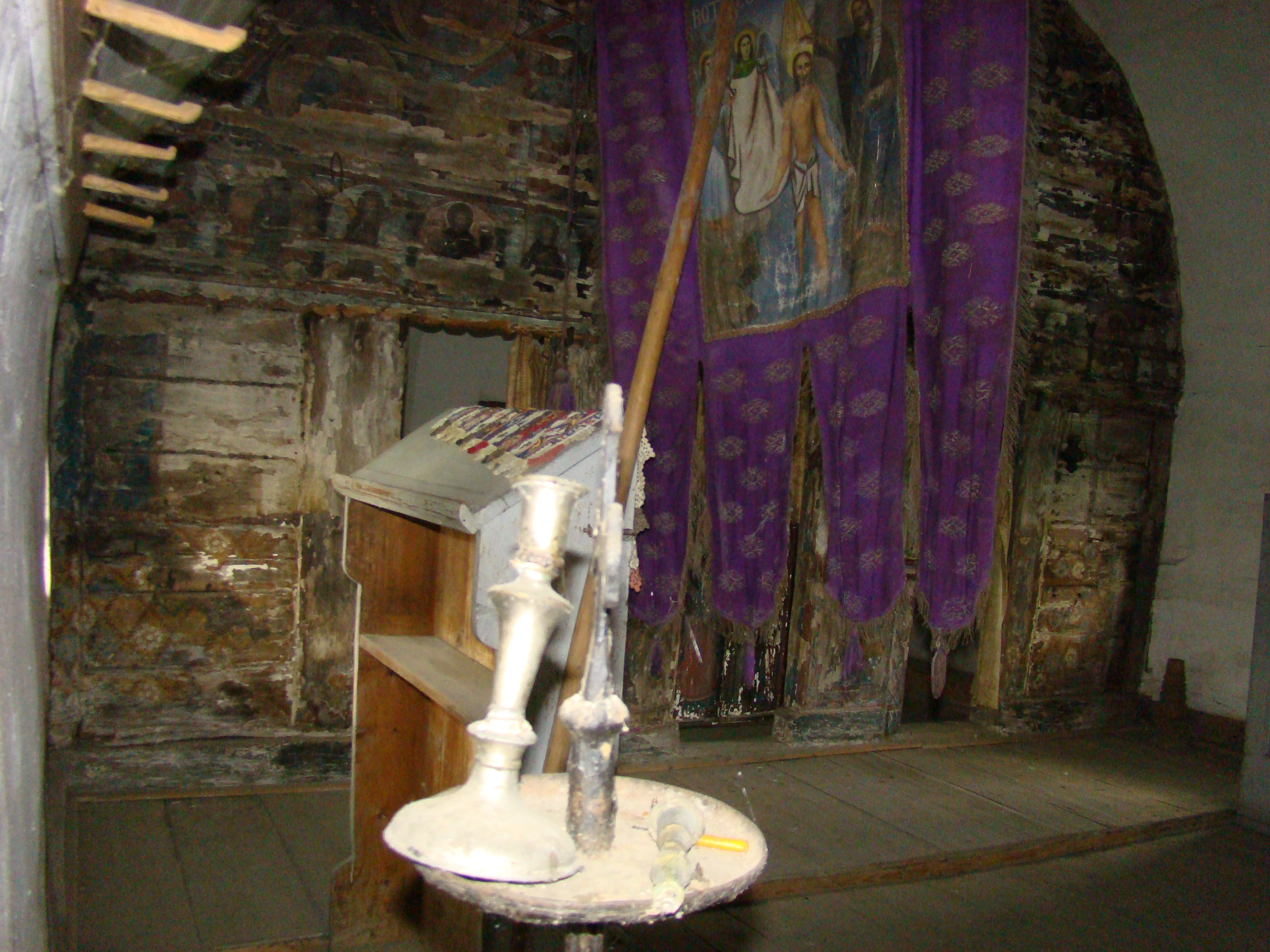
Innenansicht der Kirche

## Persönlichkeiten
- Sofronie de la Cioara, in der ersten Hälfte des 18. Jahrhunderts im Dorf Cioara geboren, kämpfte um 1760 für eine kulturelle Gleichberechtigung der rumänischen Schulen und der rumänisch-orthodoxen Kirche im Habsburgerreich, welche in die griechisch-katholische gedrängt wurde.[14]